# غلامرضا دادبه
غلامرضا دادبه مشهور به (جانسوز) ایران‌شناس، نویسنده و استاد موسیقی و آواز ایرانی بود.

## زندگی‌نامه
غلامرضا دادبه (جانسوز) در ۱۴ فروردین ماه سال ۱۲۹۹ خورشیدی در شهر اصفهان زاده شد. کودکی و جوانی را در این شهر سپری کرد و در دوران جوانی به کار شناخت عرفان ایرانی پرداخته‌است و کار پژوهش و شناسایی تاریخ و فرهنگ ایران را از  سراسر ایران دنبال کرد.
دادبه در سال‌های جوانی نزد سید رحیم اصفهانی و پس از آن نزد حسین ساعت‌ساز (آواز و تار) را فراگرفت. وی شاگردانی نیز تربیت کرده‌است. از آثار آوازی او کاست برگ سبز شماره ۱۱۵ و اجراهای خصوصی با اساتیدی چون حسن کسایی، احمد عبادی، محمد موسوی،رضا ورزنده محمدرضا شجریان را می‌توان یاد کرد.
مطالعات وی در خصوص تاریخ و فرهنگ ایران باستان در زندگی علمی و فرهنگی او تاثیر گذار بود و همچنین چهل سال در برخی از دانشگاه‌های ایران به کار تدریس فرهنگ ایران باستان به دانشجویان می‌پرداخت.
چکیده دیدگاه‌های وی شامل دست نوشته‌های برجای مانده از او، نزد شاگردان و فرزندش آریاسب دادبه نگهداری می‌شود.

## خاندان
وی اصالتاً از روستانشینان شهرستان دشتی استان بوشهر بوده است. پدر وی شیخ غلامحسین حاجیانی از خاندان قدیمی حاجیانی ابن مقفه در روستای مسیله عبدی (از توابع بخش کاکی شهرستان دشتی) در استان بوشهر به دنیا آمده و در سن بیست سالگی برای تحصیل راهی نجف شده و در آنجا از شاگردان آخوند ملا محمدکاظم خراسانی و جهانگیرخان قشقایی بوده و به توصیه جهانگیرخان قشقایی به همراه دوست خود شیخ ناصرعلی (اسدالله) ایزدگشسب، راهی سفر شرق شده و به سختی به سبزوار رسیده تا از  ملاهادی سبزواری درس بگیرد ولی وقتی به آنجا می‌رسد ملا هادی درگذشته بود، از آنجا به بیدخت گناباد رفته و به سلطان علیشاه گنابادی گرایش پیدا می‌کند و پس از سال‌ها زندگی در بیدخت به اصفهان می‌رود و آنجا را برای زندگی انتخاب می‌کند و ازدواج می‌کند و تا پایان عمر به تدریس می‌پردازد و صاحب فرزندانی می‌شود که غلامرضا دادبه یکی از آن‌هاست.

## شاگردان
از غلامرضا دادبه دو فرزند به نام‌های ویشتاسب و آریاسب به دنیا آمدند که هر دو در نزد پدرشان و با او در کار شناخت و پژوهش فرهنگ و تاریخ و هنر ایران باستان همگام شدند. دادبه شاگردانی نیز تربیت کرده‌است، از جمله:
- محمدرضا شجریان
- علی‌رضا افتخاری، سال ۱۳۶۰ که تاج اصفهانی درگذشت، علیرضا افتخاری به نزد استاد «دادبه» رفت. استادی که علی‌رغم اینکه استاد معروفی در زمره موسیقی ایران نبود، اما دارای گوش و هوش موسیقایی قوی بود و سهم و تلاش هایی در احیای دشتی داشت. دادبه با افتخاری آواز و دو بیتی محلی و نیز صدا سازی کار کرد.
- کیخسرو پورناظری
- سارا کسروی
- کیارش بزرگ منسب
- سیمین حقی
- غلامحسین استرآبادی،
- زرین حقی
- محی الدین دشتستانی‌تبار،
- محمد موسوی

## در نگاه شاگردان
محمدرضا شجریان اینچنین از دادبه می‌گوید:
«از سال ۱۳۵۸، بعد از انقلاب، من با آقای دادبه یکی از استادان اندیشه و مردی عارف که سررشتهٔ موسیقی داشتند، آشنا شدم و دائماً در جلسات راجع به دیدگاه هنر و بنیادهای هنر و جامعه‌شناسی هنر و دوران‌شناسی هنر صحبت و بحث می‌کرد … ردیف و تصنیف کار نمی‌کردند و یک مقدار شیوهٔ دشتستانی را از ایشان گرفتم. شاید مهم‌ترین بخش زندگی هنری من آشنایی با ایشان است و درک کلاس ایشان از سال ۵۸ که هنوز هم ادامه دارد.
استاد دادبه بیشترین تأثیر فکری را در من داشته و ما را دگرگون کرد. او نشان داد انسانیت مهم‌ترین مسئله‌است. زندگی و تلاش برای انسان و آرمان‌های انسانی، کلیدی بود تا استاد دادبه توجه مرا به آن معطوف کند تا سعی کنم آثار هنری و آواز را در جهت نیل به این مقصود پیش برم.»

## درگذشت
ویشتاسب دادبه فرزند بزرگ او در بهمن ماه سال ۱۳۷۹ خورشیدی درگذشت و غلامرضا دادبه چند ماه بعد، در سحرگاه ۱۱ مرداد سال ۱۳۸۰ خورشیدی درگذشت.وی در آرامستان بهشت سکینه کرج قطعه ۸ به خاک سپرده شد.